# 정우빈
정우빈(2001년 5월 8일 ~ )는 대한민국의 축구 선수로, 포지션은 왼쪽 윙어, 오른쪽 윙어이다. 현재 김포 FC 소속이다.